# Зобов'язання (бухгалтерський облік)
Зобов'я́зання (у бухгалтерському обліку) — заборгованість підприємства, що виникла внаслідок минулих подій і погашення якої в майбутньому, як очікується, призведе до зменшення ресурсів підприємства (економічних вигод).

## Класифікація
З метою бухгалтерського обліку зобов'язання поділяють на:
- поточні зобов'язання - короткотермінові зобов'язання з термінами погашення, як правило, менше одного року — рахунки кредиторів, короткотермінові позики, частина довготермінової позики, термін оплати якої настає в даному звітному періоді, податок на прибуток;
- довгострокові зобов'язання - зобов'язання з термінами погашення більше одного року після дати складання балансу, включаючи середньо- і довготермінові позики (звичайно забезпечені облігаціями) та кредити постачальників;
- непередбачені зобов'язання:
  - зобов'язання, що можуть виникнути внаслідок минулих подій та існування яких буде підтверджено лише після того, як відбудеться (або не відбудеться) одна чи більше невизначених майбутніх подій, над якими суб'єкт не має повного контролю;
  - теперішні зобов'язання, що виникають внаслідок минулих подій, але не визнаються, оскільки малоймовірно, що для врегулювання такого зобов'язання потрібно буде використати якісь ресурси (економічні вигоди) або ж оскільки суму зобов'язання не можна достеменно визначити;
- доходи майбутніх періодів.